# Erik Knutsson (Tre Rosor)
Erik Knutsson (Tre Rosor), född mellan 1456 och 1504, död 8 november 1520, var hövitsman på Kalmar slott och son till Knut Alfsson (Tre Rosor). Erik Knutsson avrättades i Stockholms blodbad den 8 november 1520. Han var gift med Margareta Eriksdotter (Vasa), dotter till riksrådet Erik Karlsson (Vasa) och Anna Karlsdotter (Vinstorpaätten). Efter Erik Knutssons död gifte Margareta Eriksdotter om sig med sachsiske lanthovmästaren Berend von Melen.